# Prionota magnifica
Prionota magnifica är en tvåvingeart som först beskrevs av Günther Enderlein 1921.  Prionota magnifica ingår i släktet Prionota och familjen storharkrankar. Inga underarter finns listade i Catalogue of Life.